# 후쿠시마성 (니가타현)

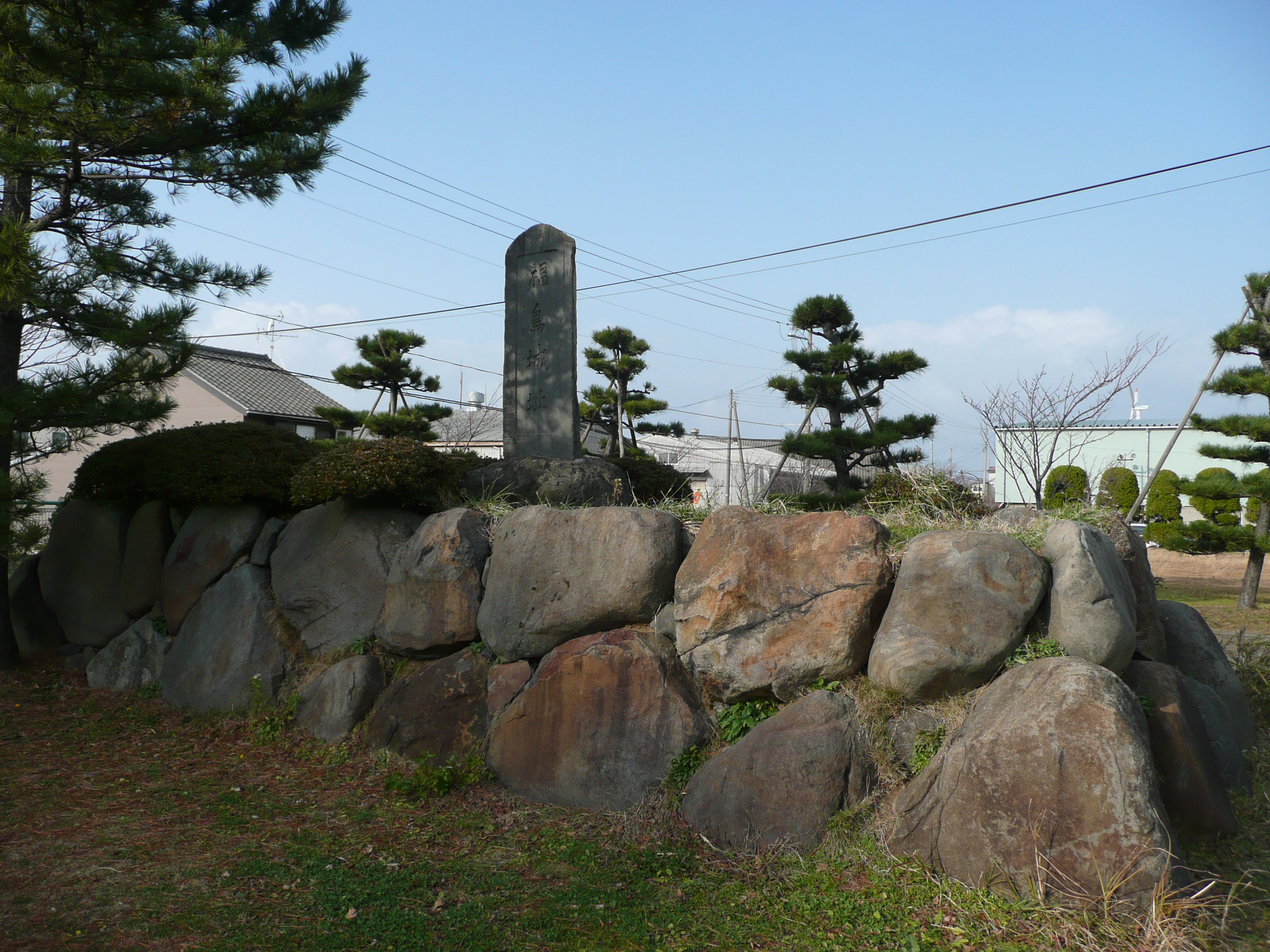

후쿠시마성(일본어: 福島城)은 니가타현 조에쓰시 미나토 정에 있는 평성이다. 에도 시대에는 다카다번의 번청이 있었다. 겨우 7년만 존속한 뒤 폐성되었다. 후쿠시마 성(福嶋城)으로 표기하기도 한다.

## 개요

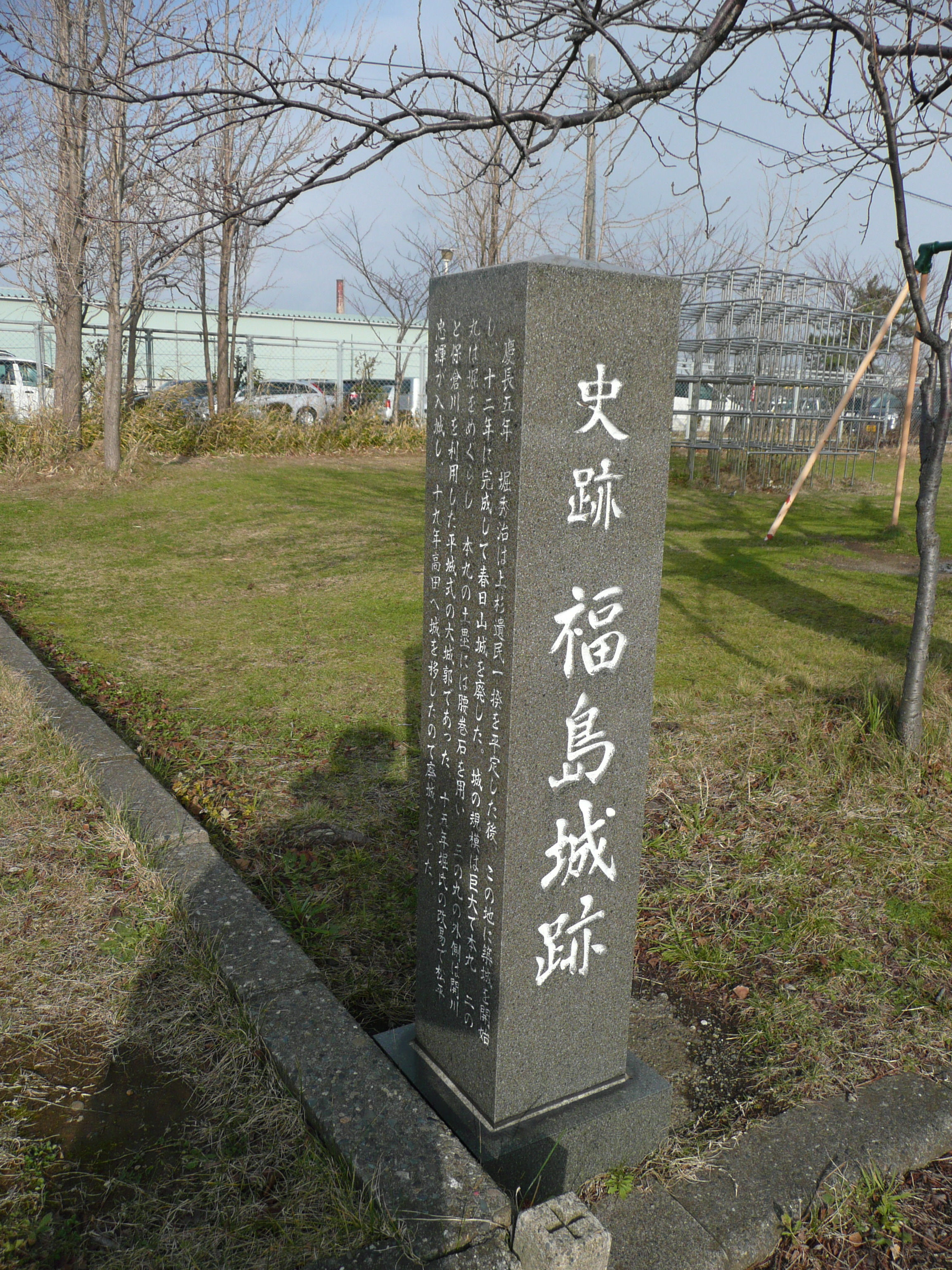

후쿠시마 성은 현재 조에쓰 시립 후루시로 초등학교 부근에 지어졌다. 북으로는 동해 맞주하였고, 남으로는 해자(현재 호쿠라 강)를 두었으며, 서로는 세키카와 강이 동으로는 호쿠라 강이 흐르고 있는 평지에 지어졌다. 당시 이 지역의 영주였던 우에스기 가게카쓰가 아이즈 지방으로 전봉되자, 대신 도요토미 히데요시의 가신이였던 호리 히데하루가 가스가 산성에 입성한다. 산성인 탓에 정무와 거처로서는 부적격하여 바다와 인접한 곳에 후쿠시마 성을 축성한다. 축성 연대는 명확치 않지만, 1600년 이후로 보고 있다. 성이 완성되자, 1607년 2대 번주 호리 다다토시가 가스가 산성을 버리고 후쿠시마 성으로 거처를 옮긴다. 이 때, 가스가 산성의 마을도 함께 옮겨갔다.
1610년 호리 가문내의 알력타툼이 벌어지자, 막부는 영지를 몰수했다. 이리하여 영지는 도쿠가와 이에야스의 6남 마쓰다이라 다다테루가 성주로 부임하게 된다. 1614년 후쿠시마 성에서 세키카와 강을 거슬러 올라간 내륙부에 다카다성을 축성하기 시작한다. 이리하여 곧 후쿠시마 성은 폐성되었고, 주변 마을을 다카다 성 주변으로 이전시키지만, 옮긴 마을은 적었다.
폐성된 이유에 관해서는 바다와 강에 인접해 있기 때문에 수해가 많기 때문이라고는 하지만, 일설에는 번주 다다테루가 파도소리에 잠을 설치기 때문이라고도 한다.
1967년(쇼와 42년) 부분적으로 발굴조사가 시작되었고, 석벽과 도자기 파편등이 출토 되었지만, 건조물과 성의 구조에 대해서는 명확히 판명되지는 않았다.

## 같이 보기
- 가스가 산성
- 다카다성